# Geen kwartier (militair)
Geen kwartier geven betekent dat een partij in oorlogssituatie geen genade verleent aan een vijand, zelfs niet als deze zich overgeeft. Men neemt dus geen krijgsgevangenen, maar doodt elke tegenstander.
In het verleden was het gebruikelijk om geen kwartier te verlenen indien een stad of vesting zich niet overgaf maar door belegering ingenomen moest worden. In het Landoorlogreglement van 1899 werd het voor het eerst verboden om te verklaren dat men geen kwartier zal geven, voor bij dat verdrag aangesloten staten. Artikel 23 luidt: "Behalve de verbodsbepalingen door bijzondere verdragen vastgesteld, is het met name ontzegd: ... te verklaren, dat geen kwartier wordt verleend". Deze bepaling maakt tegenwoordig deel uit van het internationaal humanitair gewoonterecht en is daarom verbindend voor alle partijen in een gewapend conflict. Daarnaast is het niet verlenen van kwartier strafbaar gesteld als oorlogsmisdrijf in artikel 8(2)(b)(xii) en 8(2)(d)(x) van het Statuut van het Internationaal Strafhof. Ook in nationale wetgeving is het expliciet strafbaar gesteld, bijvoorbeeld in de Nederlandse Wet internationale misdrijven en de Belgische Wet betreffende de bestraffing van ernstige schendingen van het internationaal humanitair recht.
De plicht om kwartier te geven, volgt uit de regels voor de behandeling van hen die als hors de combat (buiten gevecht) moeten worden beschouwd. Dit zijn personen die bijvoorbeeld ernstig gewond zijn of duidelijk aangeven zich over te willen geven. Zij mogen niet worden gedood of verwond, zolang ze geen vijandige handelingen verrichten en niet proberen te vluchten.